# Rettenmeyerius
Rettenmeyerius es un género de ácaros perteneciente a la familia Ascidae.

## Especies
- Rettenmeyerius agnesae Elzinga, 1998
- Rettenmeyerius carli Elzinga, 1998
- Rettenmeyerius marianae Elzinga, 1998
- Rettenmeyerius plaumanni Elzinga, 1998
- Rettenmeyerius schneirlai Elzinga, 1998